# Királyok völgye 54
A Királyok völgye 54 (KV54) egy egyiptomi sír a Királyok völgye keleti völgyében, a délkeleti vádiban. Edward R. Ayrton fedezte fel 1907. december 21-én. Kisméretű aknából áll, melyet nem temetkezésre használtak, hanem Tutanhamon temetkezési kellékeinek tárolására, miután sírját, a KV62-t nem sokkal a temetkezés után kétszer is kirabolták. Az első rablás után a KV62 bejárati folyosóján talált tárgyakat itt temették újra, majd a fáraó sírját lezárták és lepecsételték. A KV54 balzsamozáshoz használt anyagokat és ételek maradványait is tartalmazta, valamint Tutanhamon második halva született gyermekének kicsiny aranymaszkját. A leletek miatt felfedezésekor Tutanhamon sírjának hitték. A KV54 1,69 m hosszú, területe 2 m².

## Története
A területen Edward R. Ayrton végzett ásatásokat Theodore M. Davis megbízásából és finanszírozásával. Az 1907 végén megtalált, I. Széthi sírja közelében lévő kis aknasírban tucatnyi nagy, lepecsételt tárolóedényt találtak, melyből különféle, gondosan elcsomagolt tárgyak kerültek elő: cseréptárgyak, edények, nátron, állatcsontok, virágfüzérek és vászon, rajta egy akkor kevéssé ismert fáraó, Tutanhamon uralkodása utolsó éveiben keletkezett feliratokkal. 1909-ben Davis azokat a leleteket, amelyeket engedéllyel elhozhatott Egyiptomból (hat nagy edény tartalmát) a New York-i Metropolitan Művészeti Múzeumnak adományozta, jelenleg is itt vannak kiállítva. Davis kijelentette a nagyközönségnek, hogy megtalálta Tutanhamon sírját; ennek és a KV57 számú, 1908-ban felfedezett sírnak a feltárásáról Tombs of Harmhabi and Touatankhamanou („Horemheb és Tutanhamon sírja”) című könyvében számolt be 1912-ben.
A sírból előkerült egyik nagy jelentőségű lelet egy vászondarab, melyen hieratikus írással a következő szöveg áll: „A jóságos isten, a Két Föld ura, Nebheperuré, Min kegyeltje. Vászon a 6. évből.” A Nebheperuré Tutanhamon uralkodói neve.
 Howard Carter felismerte, hogy a KV54 nem Tutanhamon sírja, de bizonyítja, hogy van egy még felfedezetlen sír a közelben, és 1915-ben levelezést folytatott ebben az ügyben Herbert Winlockkal, a Metropolitan egyiptológiai részlegének igazgatójával. Carter 1922-ben megtalálta Tutanhamon sírját.
1923-ban Winlock, aki a thébai nekropolisz más ásatásai során is talált hasonló leleteket, a KV54-t nem sírként, hanem balzsamozási lerakatként azonosította, azaz olyan helyiségként, amelyben a fáraó balzsamozása során használt anyagok maradékát elhelyezték, az ételmaradványok pedig egy halotti torról maradhattak, melyet a fáraó temetésekor rendeztek. Winlock becslése alapján nyolc hivatalos gyászoló vehetett részt a temetésen. Mikor 1922-ben Tutanhamon valódi sírját is felfedezték, hasonló leletek kerültek elő a bejárati folyosóról, ezért valószínűsíthető, hogy a sír első kirablási kísérlete után a balzsamozáshoz használt anyagok átkerültek a KV54-be, a folyosót pedig köves törmelékkel töltötték fel, megakadályozandó a további rablási kísérleteket.
1999-2000-ben a MISR Project: Mission Siptah-Ramses X végzett feltárást a sírban.

## Galéria
A sírból előkerült leletek New Yorkban, a Metropolitan Múzeumban láthatóak.

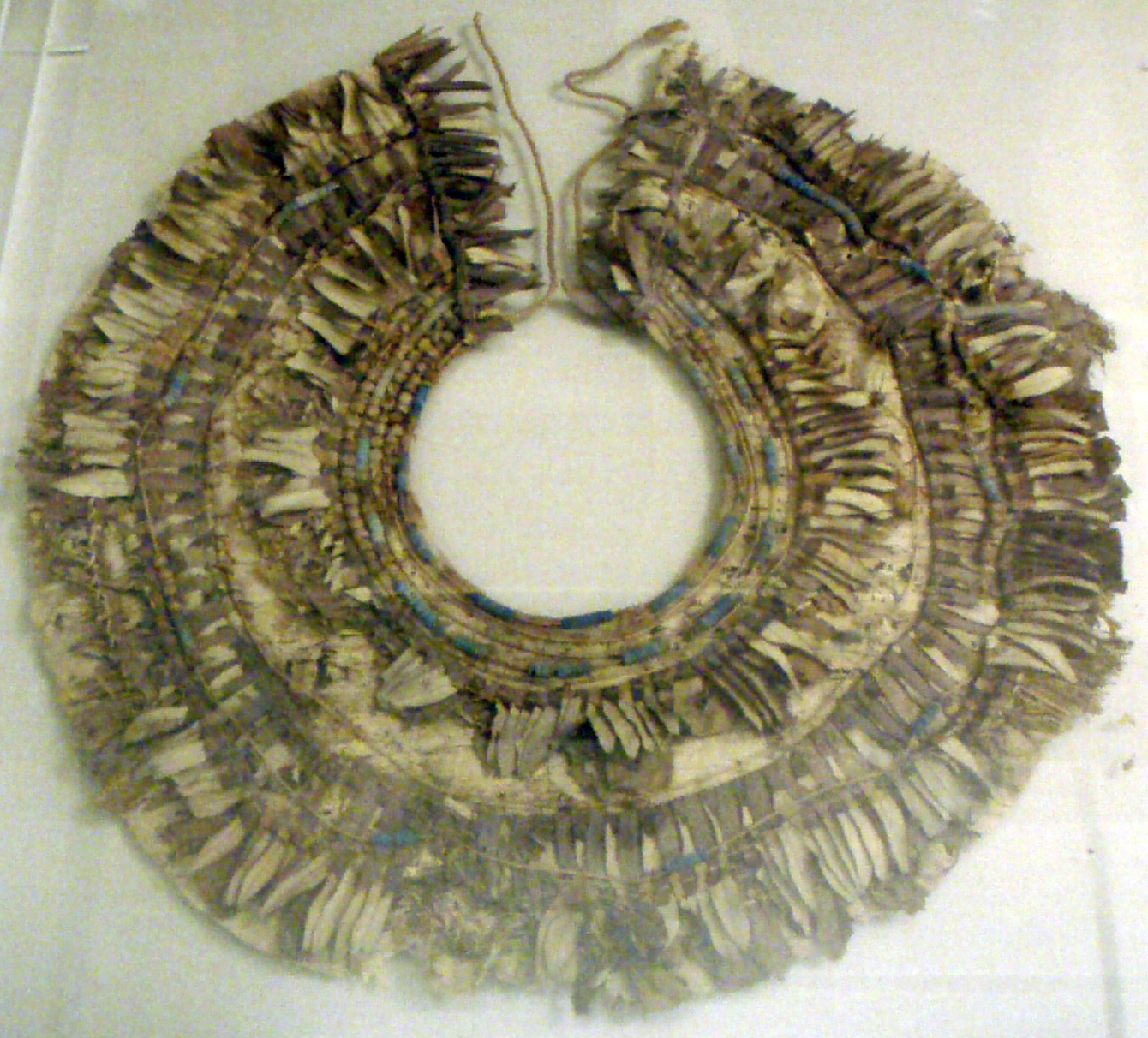
Virágból font nyakék
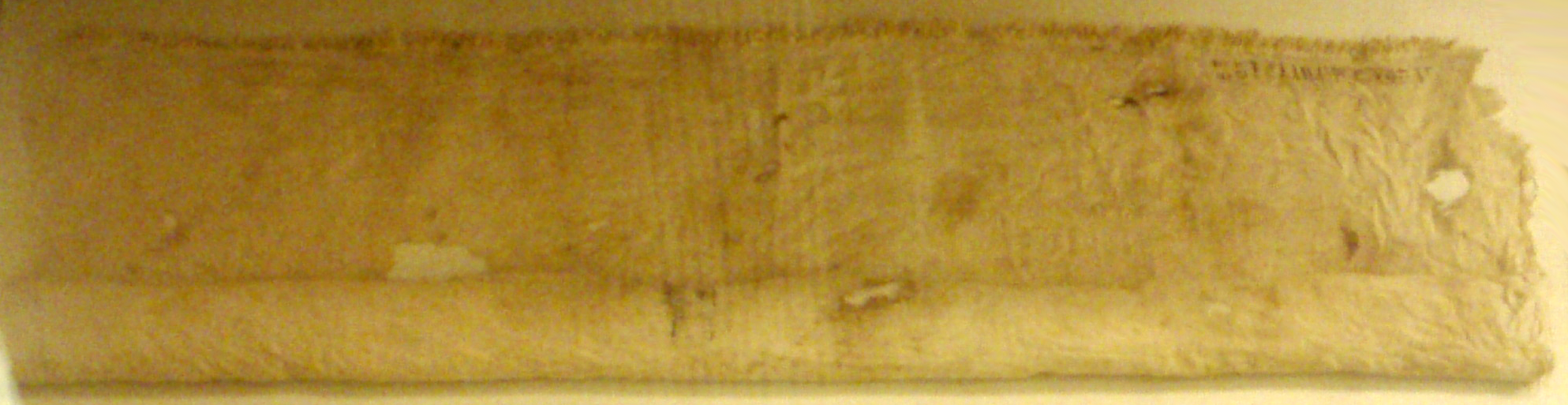
Vászon, rajta Tutanhamon uralkodói neve és a 6. uralkodási év hieratikus írással
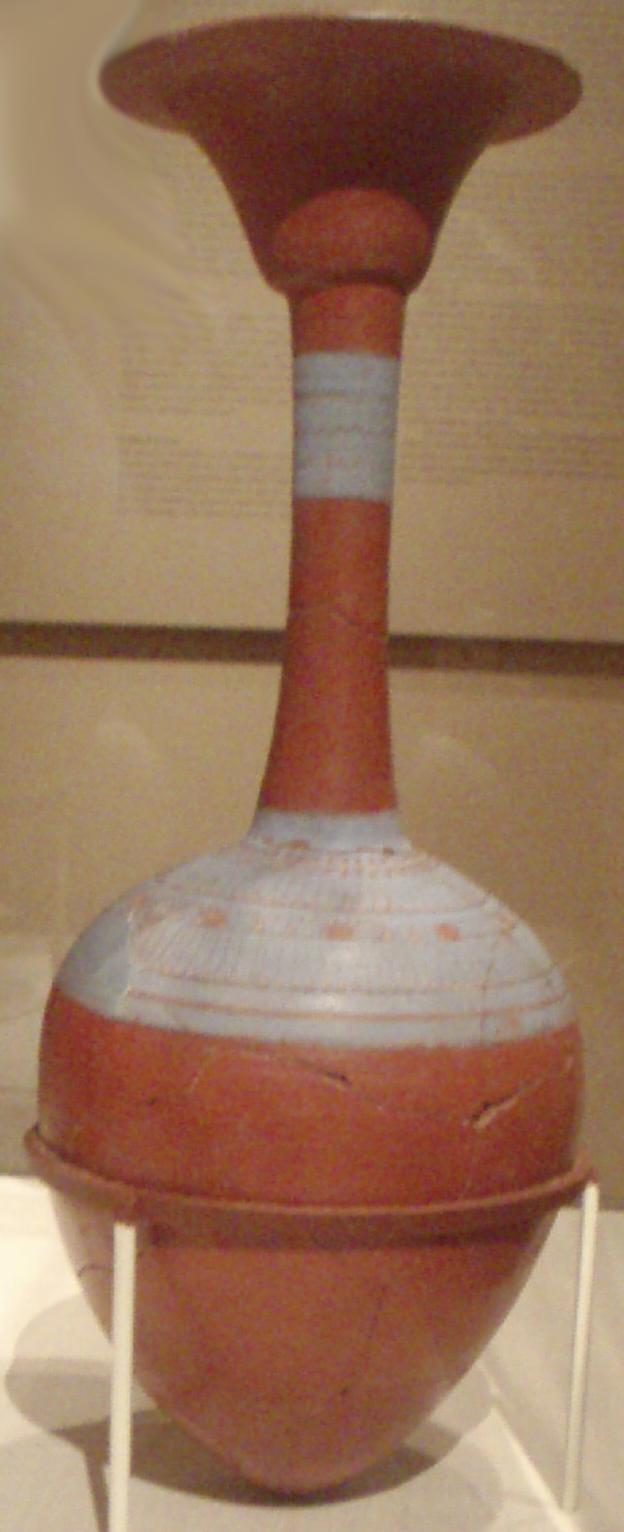
Hosszú nyakú üveg dekoratív virágmintával
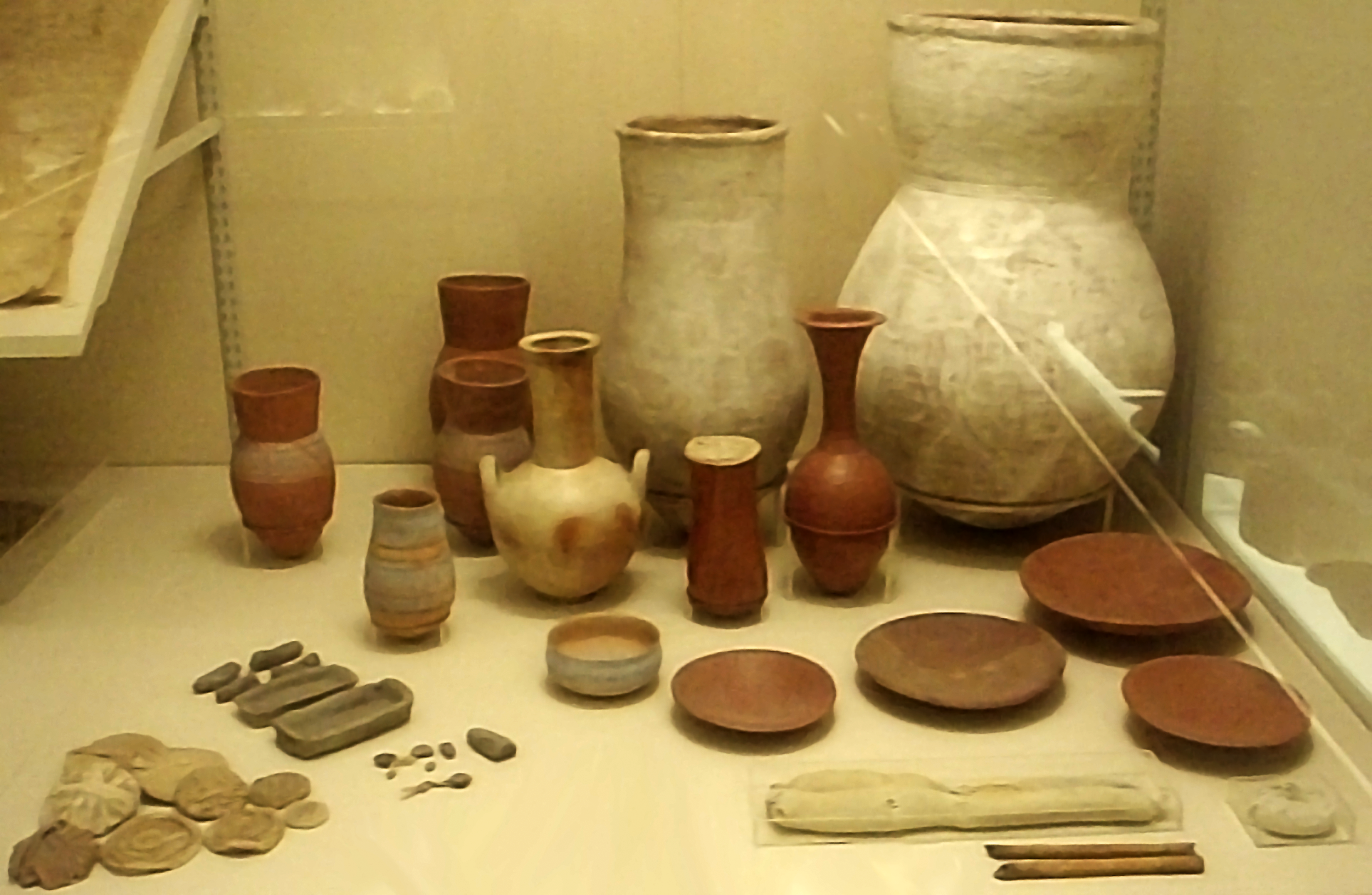
Cserepek, edények és más tárgyak
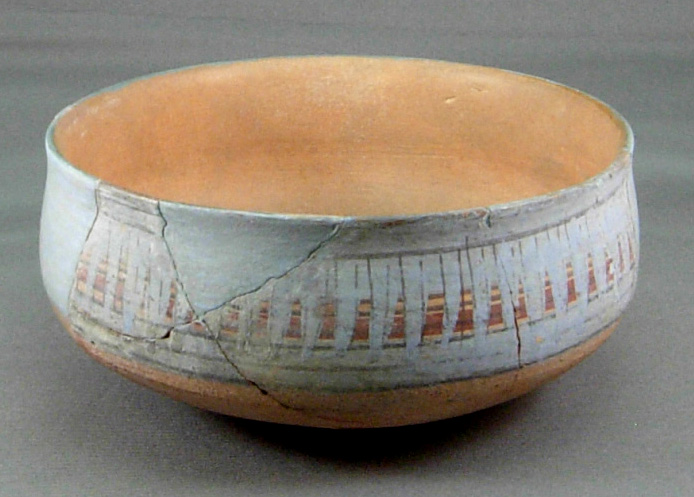
Festett cseréptál
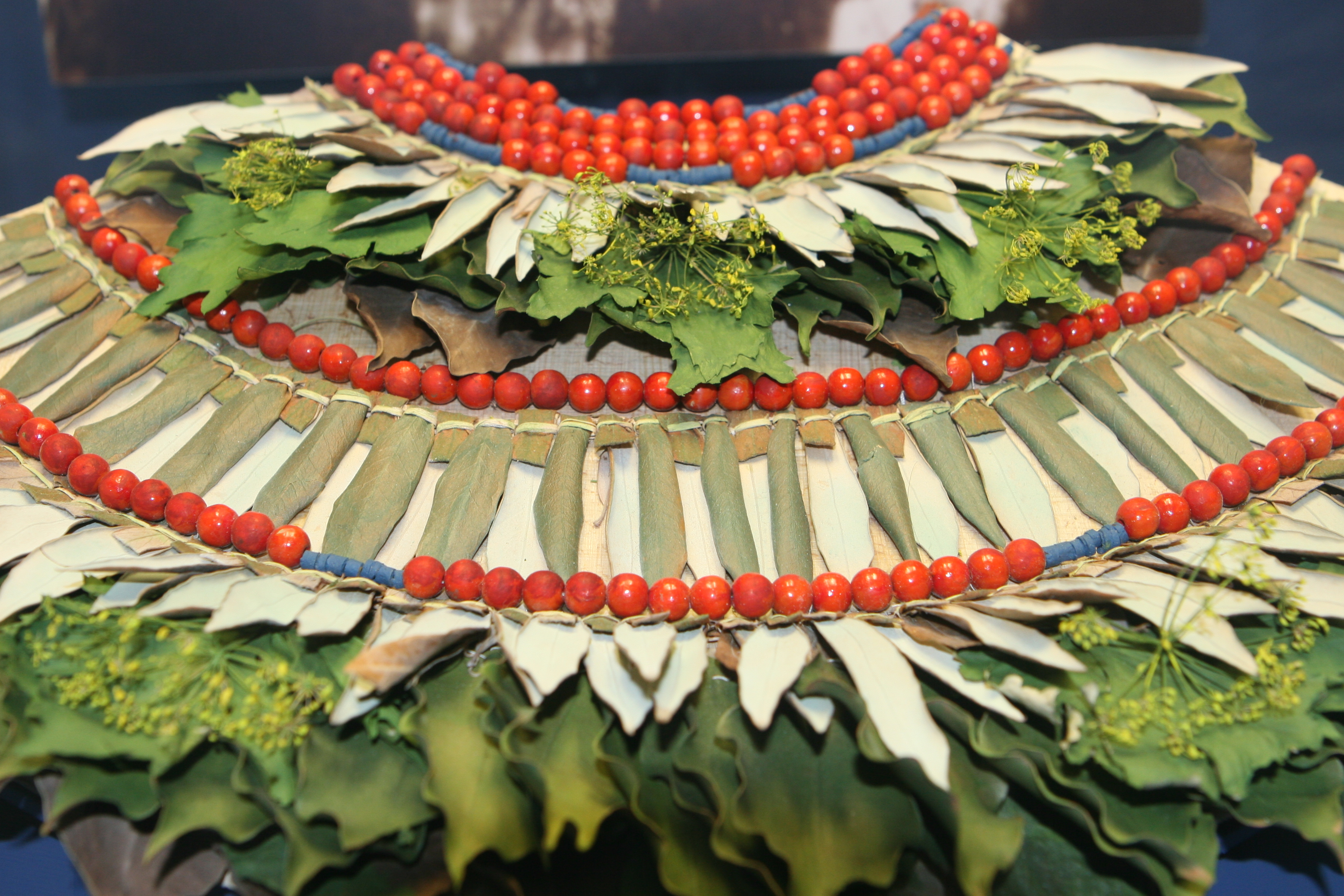
Az egyik virágfüzér rekonstrukciója a berlini Botanikai Múzeumban

## Fordítás
- Ez a szócikk részben vagy egészben  a   KV54 című angol Wikipédia-szócikk ezen változatának fordításán alapul.  Az eredeti cikk szerkesztőit annak laptörténete sorolja fel. Ez a jelzés csupán a megfogalmazás eredetét és a szerzői jogokat jelzi, nem szolgál a cikkben szereplő információk forrásmegjelöléseként.

## Külső hivatkozások
- Theban Mapping Project: KV54